# Sławków (gmina)
Sławków – dawna gmina wiejska istniejąca do 1954 w woj. kieleckim i woj. krakowskim. Siedzibą władz gminy była wieś Sławków. 
Gmina Sławków powstała 13 stycznia 1870 w powiecie olkuskim w guberni kieleckiej w związku z utratą praw miejskich przez miasto Sławków i przekształceniu jego w wiejską gminę Sławków w granicach dotychczasowego miasta.
1 kwietnia 1936 do gminy Sławków przyłączono część obszaru gminy Bolesław, w tym Dębową Górę, Komorę, Walcownię, Osadę Fabryki Michałów, Chwalibowskie Pustkowie, Jerzego, Ulisses, Sławków Sułowski i Ryszkę.
W okresie międzywojennym gmina Sławków należała do powiatu olkuskiego w woj. kieleckim. Po wojnie gmina przez bardzo krótki czas zachowała przynależność administracyjną, lecz już 18 sierpnia 1945 roku została wraz z całym powiatem olkuskim przyłączona do woj. krakowskiego.
Według stanu z dnia 1 lipca 1952 roku gmina składała się z 9 gromad: Burki, Cieśle, Dębowa Góra, Garbierze, Korzeniec, Kozioł, Niwa, Sławków i Stare Maczki. Jednostka została zniesiona 29 września 1954 roku wraz z reformą wprowadzającą gromady w miejsce gmin. 13 listopada 1954 roku z części obszaru byłej gminy utworzono osiedle Sławków, któremu nadano prawa miejskie 1 stycznia 1958 roku.